# Ааронов, Якир
Яки́р Ааро́нов (ивр. יקיר אהרונוב‎; род. 28 августа 1932, Хайфа) — израильский физик-теоретик. Академик Национальной академии наук Израиля (1990), член Национальной академии наук США (1993). Удостоен Национальной научной медали США (2009), лауреат премии Вольфа (1998).

## Биография
Окончил школу в 1950 году. С 1950 по 1952 год служил в армии, демобилизован в звании лейтенанта (Сеген мишне). С 1952 по 1956 год учился в Технионе (Хайфа), окончив его со степенью бакалавра. Продолжил обучение в Бристольском университете (Великобритания) под руководством Дэвида Бома, где в 1960 году получил степень доктора философии (PhD). В 1960—1961 [годах [постдок]] в университете Брандейса (США). В 1961—1967 годах работает в Иешива-университете (США) (1961—1964: Assistant Professor; 1964—1967: Associate Professor). С 1967 по 1973 год он одновременно профессор Иешива-университета и Тель-Авивского университета. С 1973 по 2006 год — профессор Тель-Авивского университета и университета штата Южная Каролина. В 2006—2008 годах профессор университета Джорджа Мейсона (США). C 2008 года профессор в университете Чепмена (США).
Научные интересы Якира Ааронова лежат в области нелокальных, а также топологических эффектов в квантовой механике и квантовой теории поля. Также в сфере его интересов — вопросы интерпретации квантовой механики.
В 1959 году он (совместно со своим научным руководителем Дэвидом Бомом) теоретически предсказал нелокальный квантовомеханический эффект (впоследствии названный эффектом Ааронова — Бома). Первое экспериментальное подтверждение эффекта появилось уже в следующем, 1960 году. В 1998 году за это теоретическое открытие Якир Ааронов был награждён премией Вольфа по физике.
В 1988 году, в соавторстве с Давидом Альбертом и Львом Вайдманом, предложил новый тип квантово-механических измерений — слабое измерение, которое позволяет с некоторой вероятностью измерять эволюцию волновой функции, не вызывая её возмущения.
Действительный член Американского физического общества (1978).
Почётный доктор наук Техниона (1992), университета штата Южная Каролина (1993), Бристольского университета (1997), аргентинского университета Буэнос-Айреса (1999).

## Награды и признание
- 1983 — Ротшильдовская премия по физике
- 1984 — Премия Вейцмана за исследования в области точных наук
- 1989 — Государственная премия Израиля в области точных наук
- 1991 — Медаль Эллиота Крессона от Института Франклина (США)
- 1995 — Премия «Хьюллетт-Пакард»
- 1998 — Премия Вольфа по физике
- 2006 — премия ЭМЕТ в области точных наук (Израиль)
- 2009 — Thomson Reuters Citation Laureate
- 2009 — Национальная научная медаль США[9]
- 2023 — Премия имени И. Я. Померанчука